# 无限 (漫威宇宙)
无限（英語：Infinity）是漫威漫画裡的一名神祇，在宇宙大爆炸時誕生，為5大神之一，代表着整个宇宙空间的具象化，能操纵1-10维度的宇宙空间。

## 其他媒體

### 電影
- 漫威電影宇宙
  - 《雷神奇俠4：愛與雷霆》（2022年）：與觀察者、死亡、永世（英语：Eon）及生命法庭一同以雕像形式出現於永恆神廟中。